# Arrhinoceratops brachyops
Arrhinoceratops brachyops Parks, 1925 era un dinosauro cornuto vissuto nel Cretaceo superiore nel Nordamerica.

## Descrizione
L'aspetto di questo dinosauro, esteriormente, è quasi identico a quello del più noto triceratopo. Le uniche differenze rilevanti sono la taglia minore (l'arrinoceratopo raggiungeva a malapena i 6 metri di lunghezza) e il collare più lungo. L'arrinoceratopo apparteneva ai ceratopsidi, e come gran parte delle forme appartenenti a questa famiglia aveva sviluppato due lunghe corna sopra gli occhi per difendersi dai predatori. Il collare osseo non serviva tanto per difesa, quanto per display intraspecifico o per le inserzioni dei muscoli del collo. Un ulteriore corno sul naso era talmente piccolo che, nei primi esemplari noti, non era conservato (da qui il nome "aspetto senza corno sul naso"). Il suo parente più prossimo sembrerebbe essere stato il grande Torosaurus.